# Agrochola rufescentior
Agrochola rufescentior är en fjärilsart som beskrevs av Rothschild 1914. Agrochola rufescentior ingår i släktet Agrochola och familjen nattflyn. Inga underarter finns listade i Catalogue of Life.